# Левицький Анатолій Едуардович
Анато́лій Едуа́рдович Леви́цький — український ветеринар. Кандидат ветеринарних наук. Засновник Київського ветеринарного центру доктора Левицького.

## Біографія
Народився в Кам'янці-Подільському. 1963 року закінчив сільськогосподарський технікум. Деякий час працював сільським ветеринарним фельдшером у Молдавській РСР.
Закінчив факультет ветеринарної медицини Української сільськогосподарської академії в Києві. Працював ветеринарним лікарем. Закінчив аспірантуру, захистив кандидатську дисертацію. Викладав в Українській сільськогосподарській академії (нині Національний університет біоресурсів і природокористування України). Добре володіючи англійською мовою, став заступником декана факультету, відав питаннями роботи з чужоземними студентами.
На початку 1990-х років Левицький покинув академію та став лікарем збірної України з кінного спорту. В середині 1990-х років, коли кінний спорт в Україні занепав, організував приватну ветеринарну клініку.
2000 року Левицький став власником кількох коней. Щоб мати можливість їх утримувати, організував «Кінний клуб Анатолія Левицького». Проводить там тренерську роботу, навчає дітей верховій їзді.
Дружина Оксана — ветеринарний лікар. Має трьох доньок. Захоплюється футболом.